# Michael Majerus
Michael Eugene Nicolas Majerus (Londra, 13 febbraio 1954 – Coton, 27 gennaio 2009) è stato un genetista ed entomologo britannico, professore di Ecologia presso il Clare College dell'Università di Cambridge, è stata una delle massime autorità nel campo della biologia evoluzionistica.
Conosciuto soprattutto per i suoi studi sulle falene e sulle coccinelle, è stato uno convinto sostenitore della teoria dell'evoluzione. È stato autore di diversi libri sugli insetti, l'evoluzione e la riproduzione sessuata e più di 180 articoli scientifici.

## Biografia
Figlio di Fernand e Muriel Majerus, sviluppò un interesse precoce nei lepidotteri e nella genetica ecologica, in seguito alla lettura del libro Moths (1955) del genetista britannico E. B. Ford, che acquistò all'età di dieci anni. Frequentò la Merchant Taylors' School e si laureò in botanica e zoologia presso il Royal Holloway College a Londra, presso il quale conseguì nel 1978 anche il dottorato con una tesi sulla colorazione delle larve di Phlogophora meticulosa. Dopo una breve esprerienza alla University of Keele, nel 1980 fu assunto come ricercatore presso il Dipartimento di Genetica dell'Università di Cambridge. La sua carriera proseguì in tale università, fino a divenire nel 1991 membro del Clare College e nel 2006 professore del corso di evoluzione.
Ha raggiunto particolare rilievo la sua attività di ricerca sull'evoluzione della Biston betularia. Majerus, come anche altri, aveva evidenziato alcune imperfezioni nella conduzione degli esperimenti precedenti sul melanismo della B. betularia, caso spesso utilizzato a supporto della teoria dell'evoluzione. Ideò così una nuova serie di esperimenti, che lo hanno visto impegnato negli ultimi dieci anni della sua vita, volti a determinare con accurattezza quanto la colorazione delle ali della falena influenzi l'azione predatoria degli uccelli, ottenendo un'importante conferma della bontà dell'ipotesi iniziale e, quindi, della teoria dell'evoluzione stessa.
Si è interessato inoltre di coccinelle ed ha raggiunto una certa notorietà in Gran Bretagna nel 2004, quando si è registrata la presenza nell'isola della coccinella arlecchino (Harmonia axyridis), specie aliena di origine asiatica.
Conferenziere di fama internazionale, è stato chiamato a parlare fuori dal suo paese nei dibattiti sul tema dell'evoluzione. I suoi studi sugli Insetti hanno riguardato inoltre aspetti comportamentali e riproduttivi.
Membro dall'età di dieci anni della Amateur Entomologists' Society, ne è divenuto presidente nel 2005. Era inoltre membro della Royal Entomological Society. Tra i premi ricevuti, il Peter Scott Memorial Award dalla British Naturalists' Association.
Michael Majerus è morto nel 2009, all'età di 54 anni, affetto da mesotelioma. Era sposato ed aveva tre figli.

## Opere
- Michael Majerus, Ladybirds, collana New Naturalist series, #81, Londra, Collins, 1994, ISBN 0-00-219935-1.
- Michael Majerus, W.D. Amos e G.D.D. Hurst, Evolution the Four Billion Year War, Longman, 1996, ISBN 0-582-21569-2.
- Michael Majerus, Melanism: Evolution in Action, Oxford, Oxford University Press, 1998, ISBN 0-19-854982-2.
- Michael Majerus, Moths, collana New Naturalist series, #90, Londra, Collins, 2002, ISBN 0-00-220142-9.
- Michael Majerus, Sex Wars: Genes Bacteria and Biased Sex Ratios, Princeton, Princeton University Press, 2003, ISBN 0-691-00981-3.